# 鏢人
『鏢人』は許先哲による中国の漫画

## 概要
隋時代の中国を舞台にした武侠漫画。
2015年から中国でウェブ連載される。現在不定期連載中。日本では少年画報社のアプリ、マンガDXで配信中され単行本も発刊されたが、3巻で停止。

## アニメ
中国のアニメスタジオ「カラードペンシルアニメーション」の制作でアニメ化。2022年にテンセントビデオで独占配信予定。